# Condado de Menado Alto
El condado de Menado Alto es un título nobiliario español creado por el rey Felipe V en 27 de julio de 1712 a favor de Juan Francisco de Gúzman y Pineda de las Infantas, señor de la Estrella, veinticuatro de Córdoba.
En 1729 por alianza se une al condado de Torres Cabrera, de la Casa de Cabra.

## Condes de Menado Alto
|                       | Titular                                                                  | Periodo               |
| Creación por Felipe V | Creación por Felipe V                                                    | Creación por Felipe V |
| --------------------- | ------------------------------------------------------------------------ | --------------------- |
| I                     | Juan Francisco de Guzmán el Bueno y Pineda de las Infantas               | 1712-¿?               |
| II                    | María Josefa de Guzmá y Gutiérrez de los Ríos Cea y Fernández de Córdoba | ¿?-¿?                 |
| III                   | Sancha de Argote y Guzmán el Bueno                                       | ¿?-1765               |
| IV                    | Juan Antonio Fernández de Córdoba y Argote de la Cueva                   | 1765-1803             |
| V                     | Mariano Fernández de Córdoba y Argote de la Cueva                        | 1803-¿?               |
| VI                    | Rafael Acislo Fernández de Córdoba Argote de la Cueva                    | ¿?-1815               |
| VII                   | María de la Concepción Fernández de Córdoba y Gutiérrez de los Ríos      | 1815-1843             |
| VIII                  | Ricardo Martel y Fernández de Córdoba                                    | 1849-1917             |
| IX                    | Alfonso María Martel y Arteaga Fernández de Córdoba                      | 1917-1934             |
| X                     | Fernando Fernández de Córdoba y Martel                                   | 1934-¿?               |
| XI                    | José Joaquín Fernández de Córdoba y del Valle                            | 1993-2003             |
| XII                   | Íñigo Fernández de Córdoba y Villegas                                    | 2004-actual titular   |

## Historia de los condes de Menado Alto
- Juan Francisco de Guzmán Pineda y Mexia de las Infantas, I conde de Menado Alto en 1712, con el vizcondado previo de la Estrella.[2]

Se casó con María Luisa Gutiérrez de los Ríos Cea y Fernández de Córdoba. Le sucedió, su hija:
- María Josefa de Guzmán Gutiérrez de los Ríos Cea y Fernández de Córdoba, II condesa de Menado Alto.[2]

Contrajo matrimonio con Juan Jerónimo de Argote y Carcamo, caballero de la Orden de Santiago. Le sucedió su hija:
- Sancha de Argote y Guzmán (m. 17 de junio de 1765),[3] III condesa de Menado Alto y señora de Estrella[2][3]

Se casó el 5 de octubre de 1729 con Luis José Fernández de Córdoba Cabrera y de la Cueva (1720-1785), IV conde de Torres Cabrera.  Era hijo de Juan Salvador Fernández de Córdoba Hoces y Fernández de Córdoba, III conde de Torres Cabrera y de su esposa Francisca de la Cueva Manuel Hoces y Aguayo. Le sucedió, su hijo:
- Juan Antonio Fernández de Córdoba Argote de la Cueva[2] (1733-13 de diciembre de 1803),[3] IV conde de Menado Alto,[2] V conde de Torres Cabrera.[3] Soltero. Sin descendientes. Le sucedió su hermano:

- Mariano Fernández de Córdoba Argote de la Cueva, V conde de Menado Alto.[2]  Sin descendencia, le sucedió su hermano:[2]

- Rafael Fernández de Córdoba Argote de la Cueva (1753-1815), VI conde de Menado Altoy VII conde de Torres Cabrera en 1818.[2][3]

Se casó en Córdoba el 8 de junio de 1808 con Bruna Narcisa Gutiérrez de los Ríos y Sarmiento, hija de Carlos José Gutiérrez de los Ríos y Rohan-Chabot, VI conde de Fernán Núñez, y de María de la Esclavitud Sarmiento Quiñones. Le sucedió su única hija:
- María de la Concepción Fernández de Córdoba y Gutiérrez de los Ríos (1811-11 de enero de 1843), VII condesa de Menado Alto, VIII condesa de Torres Cabrera.[2][3]

Se casó el 13 de mayo de 1831 con Federico Martel y Bernuy (o Fadrique, según varias fuentes), natural de Écija, alcalde de Córdoba y senador vitalicio. Era hijo Fernando Tamariz-Martel Porcel y Morales, IV marqués de la Garantía, y de Rosario de Bernuy y Valda, hija de los marqueses de Benamejí.  Le sucedió su hijo:
- Ricardo Martel y Fernández de Córdoba (1832-Córdoba, 16 de agosto de 1917), VIII conde de Menado Alto,[2] IX conde de Torres Cabrera y senador vitalicio (1877-1917).[7][8][3]

Se casó el 24 de octubre de 1864 con María Isabel de Arteaga y Silva. Le sucedió su hijo:
- Alfonso María Martel y Arteaga Fernández de Córdoba (1878-14 de enero de 1934),[3] IX conde de Menado Alto, X conde de Torres Cabrera.[9][3]

Se casó el 12 de octubre de 1899 con María del Pilar de Cárdenas y San Cristóbal, VIII condesa de Valhermoso de Cárdenas. Su hijo Ricardo Martel de Cárdenas fue el XI conde de Torres Cabrera pero el condado de Menado Alto no lo reclamó ninguno de los otros hijos.
Rehabilitación en 1986.
- Fernando Fernández de Córdoba y Martel, X conde de Menado Alto.[8]

Se casó con Sofía Belmonte y Fernández de Córdoba. Le sucedió, por rehabilitación, su sobrino, hijo de su hermano Joaquín Fernández de Córdoba y Martel (12 de octubre de 1895-18 de agosto de 1970) y de su esposa María Montserrat del Valle y Abarzuza;
Rehabilitación en 1993.
- José Joaquín Fernández de Córdoba y del Valle (n. Málaga, 31 de agosto de 1930-2003), XI conde de Menado Alto,[10]

Se casó en primeras nupcias con N. Villegas y en segundas en Lisboa el 16 de mayo de 1992 con Carmela Victoria de la Puente. Le sucedió su hijo:
- Íñigo Fernández de Córdoba y Villegas (n. Córdoba, 24 de marzo de 1961), XII conde de Menado Alto.[8][11]